# Thylacinidae
Los tilacínidos (Thylacinidae) fueron una familia de marsupiales carnívoros del orden Dasyuromorphia propios de la fauna australiana. Con un rango fósil que comprende el intervalo Oligoceno - Holoceno, su representante más reciente, extinto en 1936, es Thylacinus cynocephalus, el tilacín o lobo marsupial. Se trata de animales poliprotodontos con una fórmula dentaria 4/3, 1/1, 3/3, 4/4 = 46.

## Especies
Familia Thylacinidae †
- Género Badjcinus †

Badjcinus turnbulli † (Oligoceno Inferior)
- Género Maximucinus †

Maximucinus muirheadae † (Mioceno Medio)
- Género Muribacinus †

Muribacinus gadiyuli † (Mioceno Medio)
- Género Mutpuracinus †

Mutpuracinus archiboldi † (Mioceno Medio)
- Género Ngamalacinus †

Ngamalacinus timmulvaneyi † (Mioceno Inferior)
- Género Nimbacinus †

Nimbacinus dicksoni † (Oligoceno Superior — Mioceno Inferior)
Nimbacinus richi † (Mioceno Medio)
- Género Thylacinus †

Thylacinus cynocephalus † (Plioceno - 1936)
Thylacinus macnessi † (Oligoceno Superior — Mioceno Inferior)
Thylacinus megiriani † (Mioceno Superior)
Thylacinus potens † (Mioceno Inferior)
Thylacinus rostralis †
- Género Tjarrpecinus †

Tjarrpecinus rothi † (Mioceno Superior)
- Género Wabulacinus †

Wabulacinus ridei †  (Oligoceno Superior — Mioceno Inferior)